# Boulevard (película de 2014)
Boulevard es una película dramática dirigida por Dito Montiel y escrita por Douglas Soesbeen el año 2014. Robin Williams hizo su último papel en la gran pantalla, junto con Bob Odenkirk, Kathy Baker, Giles Matthey, Roberto Aguirre y J. Karen Thomas. La película se presentó en el Festival de Cine de Tribeca el 20 de abril de 2014.  La película fue estrenada el 10 de julio de 2015, en un lanzamiento limitado por Starz Digital.

## Sinopsis
Nolan Mack (Robin Williams) ha trabajado en el mismo banco durante casi 26 años en una continua monotonía. Él y su esposa Joy (Kathy Baker) han abrazado su matrimonio como una distracción conveniente que les evita tener que hacer frente a la realidad. Pero un día lo que comienza como un paseo sin rumbo por una calle poco familiar se convierte en una decisión que altera la vida de Nolan. Cuando conoce a un joven problemático llamado Léo (Roberto Aguirre) en su camino a casa, Nolan de pronto se encuentra rompiendo los confines de su antigua vida y llega a un acuerdo consigo mismo de lo que realmente es.

## Reparto
- Robin Williams como Nolan Mack.
- Bob Odenkirk como Winston.
- Kathy Baker como Joy.
- Giles Matthey como Eddie.
- Eleonore Hendricks como Patty.
- Roberto Aguire como Leo.
- J. Karen Thomas como Cat.
- Brandon Hirsch como Brad.
- Landon Marshall como Mark.
- Clay Jeffries como estudiante.
- Yedveta como enfermera.
- David Ditmore como hombre de mediana edad.
- Phillip Trammel como doctor.

## Producción
El guionista Douglas Soesbe sufrió una experiencia similar, diciendo que fue una inspiración creativa del guion, «salí muy tarde y con una gran cantidad de culpa. Esta película no es sobre mí, pero realmente me entiendo con ese personaje.» Soesbe escribió el primer borrador del guion, que se estableció en Los Ángeles, diez años antes y debido a su temática no esperaba que fuera producido nunca. Cuando los productores mostraron interés en el proyecto, Soesbe reescribió el guion para establecer la historia en un pequeño pueblo que sería «más restringido que Los Ángeles».
Aunque Boulevard se estrenó poco después de la muerte de Williams, Soesbe dijo que no vio a Williams mostrar en el set la depresión que en última instancia condujo a su suicidio. Recordó: «Voy a dar testimonio de que cuando hizo esta película, un año y dos meses antes de quitarse la vida, él no estaba deprimido. Estaba realmente en ese papel y en todo caso, él estaba con su carácter habitual. Estaba esperando su serie de televisión y habló de su familia y sus mascotas y era divertido. Él es muy tímido y a veces es difícil penetrar la timidez. Pero yo no percibí la depresión en absoluto».

## Lanzamiento
Después de su estreno en el Festival de Cine de Tribeca en 2014, pasó a la distribución de Starz Digital, y fue estrenada en los cines el 10 de julio de 2015. La película pasó a la pantalla en el Festival de Cine de Frameline, el Festival de Cine de Miami LGBT, el Festival de Cine de Montclair, y el Festival Internacional de Cine de Seattle.

## Recepción
Boulevard recibió críticas mixtas de los críticos. En el sitio web Rotten Tomatoes, la película tiene una calificación de 50%, basado en 36 comentarios, con una calificación de 5.7/10. El Consenso crítico del sitio lee, " Boulevard cuenta con un buen rendimiento de Robin Williams, pero es el único rasgo distintivo de este drama severo". En Metacritic, la película tiene una puntuación de 54 sobre 100, basado en 14 críticas , lo que indica "mezcladas o promedio". IGN otorgó a la película una puntuación de 7,0 sobre 10, diciendo: "No ofrece a Williams haciendo cualquier pedacito verdaderamente brillante de comedia, ni es un papel que este destinado a ser icónico, pero encaja".